# Fænomenologisk psykologi
Fænomenologisk psykologi er det psykologiske studie af menneskets oplevelser af psykiske fænomener som tanker, følelser, sanser og adfærd.

## Hovedtræk
Den fænomenologiske psykologi lægger vægt på at undersøge oplevelsen af psykiske fænomener som fx sanser og følelser ved at beskrive dem systematisk og indgående. Målet er at finde frem til de essentielle karakteristika ved de psykiske fænomener.
En del af den fænomenologiske psykologi har sin oprindelse i den tyske perceptionspsykologi. Her lægges der især vægt på at beskrive menneskets sanseoplevelser, som fx synsoplevelser. En betydningsfuld eksponent var Carl Stumpf. Hans fænomenologiske studier rettede sig ikke mindst mod oplevelsen af toner, hvilket blev afsæt for hans tonepsykologi. Han skelnede mellem mentale funktioner og fænomener, hvor fænomener som toner, farver og billeder enten blev oplevet som sensoriske eller imaginære. Han lavede en bred vifte af undersøgelser af de fænomenologiske karakteristika ved forskellige instrumenters lyde, betingelserne for melodier og toners konsonans og dissonans. Stumpfs elever Kurt Koffka, Max Wertheimer og Wolfgang Köhler grundlagde gestaltpsykologien.
En anden del bygger videre på den filosofiske fænomenologi. Den del af den fænomenologiske psykologi er grundlagt af filosoffen Edmund Husserl. Han beskæftigede sig selv med filosofisk psykologi. Her lægges der mere vægt på at forstå de universelle aspekter i oplevelserne.

## Fænomenologisk psykologi i Danmark
Den fænomenologiske psykologi har haft en vigtig betydning i Danmark. Det gælder blandt andet ‘københavnerfænomenologien`, der var en del af perceptionspsykologien. Ifølge den måtte psykologien studere den subjektive oplevelse, og man satte den udtømmende og rene beskrivelse af psykiske fænomener over teoretiske forklaringer. Denne skole blev grundlagt af psykologiprofessoren Edgar Rubin. Rubin er især kendt for bogen Synsoplevede Figurer, der bygger på en fænomenologisk beskrivelse af menneskets synsoplevelser og sondringen mellem figur og grund. Rubin blev efterfulgt af Franz From og Edgar Tranekjær Rasmussen, der videreførte beskrivelsen af oplevelsen af psykiske fænomener. Franz From udgav ikke mindst et fænomenologisk studie af oplevelsen af andres adfærd, mens Edgar Tranekjær Ramsussen udgav en fænomenologisk afhandling om erkendelse. Københavnerfænomenologien forsvandt til dels med studenteroprøret i 1968.
Fænomenologisk psykologi, der stammer fra filosoffen Edmund Husserls fænomenologi, har haft en betydelig indflydelse inden for psykologien i Danmark. I Danmark har denne tilgang især påvirket eksistentiel psykologi og Humanistisk psykologi.

## Kritik af den fænomenologiske psykologi
Den fænomenologiske psykologi er blevet kritiseret for at ville forstå menneskets oplevelser uafhængigt af deres sociale og kulturelle kontekst.